# Large Group Awareness Training
Als Large Group Awareness Training (LGAT) bezeichnet man eine psychologische Methode, bei der durch gruppendynamische Prozesse wie Konfrontation und positives Denken in kurzer Zeit eine nachhaltige Persönlichkeitsänderung bei den Teilnehmern erreicht werden soll. Diese Trainings entstanden in den 1960er Jahren in den USA als Teil des Human Potential Movement. Heute werden sie weniger in Selbsterfahrungsgruppen, sondern eher in Seminaren für MLM-Führungskräfte eingesetzt.
Large Group Awareness Training (LGAT) können zur Manipulation eingesetzt werden, weshalb sie von psychologischer Seite immer wieder kritisiert wurden. Auch einige neue religiöse Bewegungen bzw. Sekten arbeiten mit dieser Methode. Ein weiterer Kritikpunkt sind die teilweise unrealistischen Versprechungen, die mit dem Einsatz der Methode verbunden werden.